# Penstemon buckleyi
Espèce
Penstemon buckleyi  est une espèce de plantes de la famille des Plantaginacées, originaire d'Amérique du Nord. Elle est connue sous le nom de  Buckley’s Beardtongue en anglais.

## Description
Cette espèce est pérenne et peut atteindre 40cm de hauteur. Les fleurs sont généralement de couleur lavande. Cette plante est nommée d’après  Samuel B. Buckley (1809-1884).